# Nécropole d'Ancon

## Nécropole d'Ancon
La nécropole d'Ancon est un important site archéologique situé sur la côte centrale du Pérou, dans la province de Huaral, au nord de Lima. Elle se trouve à proximité de la baie d'Ancón, connue pour ses plages, et donne son nom à l'actuel district d'Ancón.

## Histoire des fouilles
Les premières découvertes archéologiques dans la zone remontent à la première moitié du XIXe siècle, notamment grâce aux travaux des archéologues allemands Wilhelm Reiss et Alphons Stübel, qui, entre 1874 et 1875, entreprirent les premières fouilles systématiques du site. Ils documentèrent leurs découvertes dans l'ouvrage en trois volumes Das Totenfeld von Ancon in Peru (1880-1887), richement illustré avec des lithographies, qui demeure une source importante sur l'archéologie de la région.
Plus tard, au XXe siècle, d'autres campagnes de fouilles furent menées par des archéologues péruviens, comme Julio C. Tello, considéré comme le père de l'archéologie péruvienne.

## Importance archéologique
La nécropole d'Ancon a livré un grand nombre de sépultures, couvrant une période très large, allant des cultures précolombiennes précoces jusqu'à l'époque inca. En raison des conditions climatiques particulièrement arides de la région, de nombreux objets funéraires, textiles et restes humains se sont exceptionnellement bien conservés.
Les fouilles ont permis d’identifier plusieurs phases culturelles, notamment celles associées aux cultures Chavín, Paracas, Nazca, Wari, et Inca. Parmi les objets les plus remarquables découverts figurent des momies enveloppées dans des textiles richement décorés, des céramiques funéraires, ainsi que divers objets rituels et quotidiens.

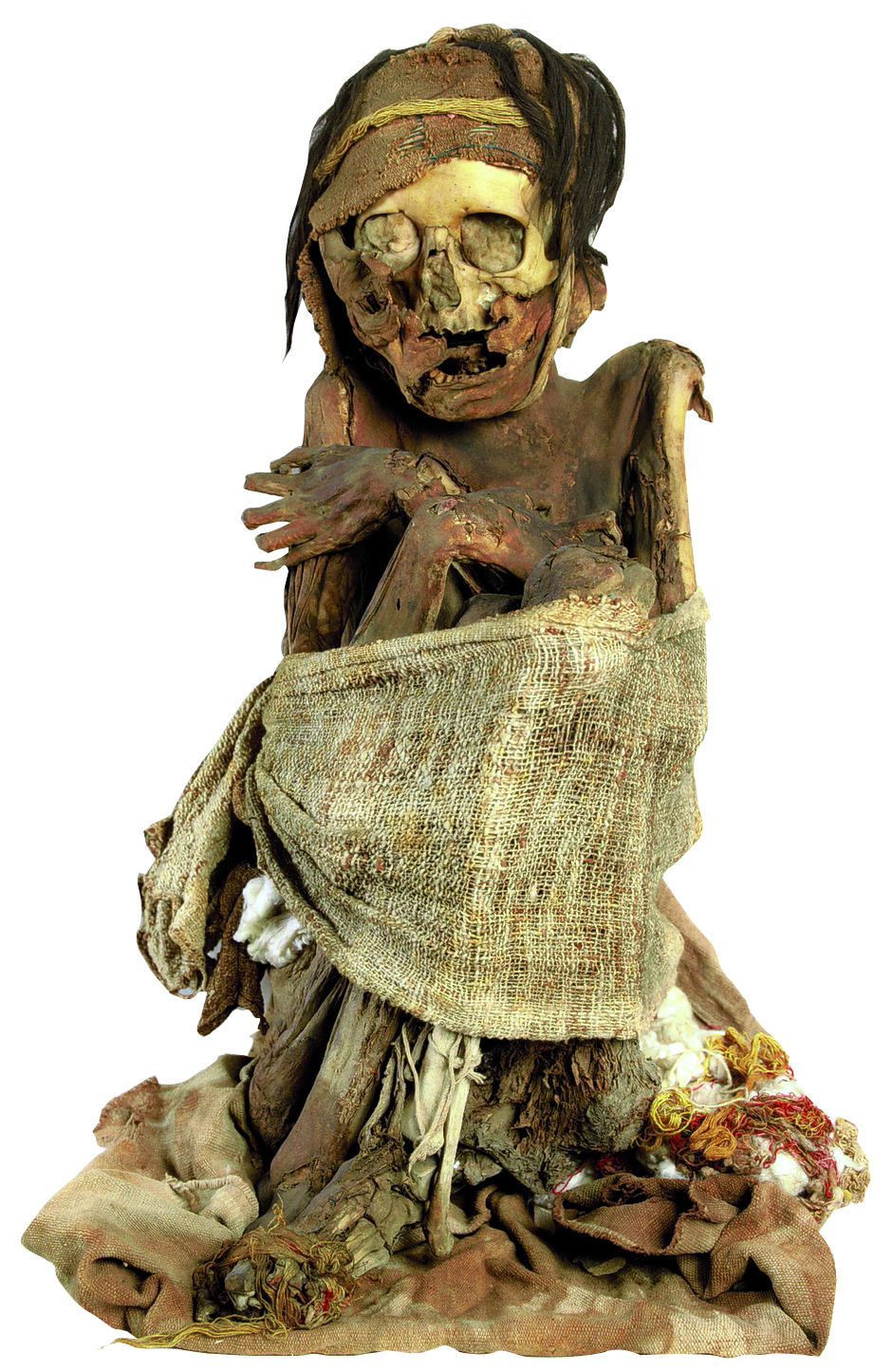
Mummia femminile dalla necropoli di Ancon, probabilmente epoca inca. XV-XVI, conservato presso il Museo civico di Modena.